# Polifem (cyklop)
Polifem (także Polifemos, Polyfem, Polyfemos; gr. Πολύφημος Polýphēmos, łac. Polyphemus) – w mitologii greckiej jeden z cyklopów.
Uchodził za syna boga Posejdona i jego kochanki, nimfy Toosy. Mieszkał na Sycylii.
Według Odysei Homera Polifem uwięził w swojej jaskini Odyseusza i jego towarzyszy, zamykając wejście wielkim głazem. Następnie pożarł kilku z nich. Odyseusz jednak zdołał upić go winem, a kiedy Polifem zasnął, wypalił mu rozżarzonym drągiem jedyne oko. Ponieważ Odyseusz wcześniej przedstawił mu się jako: "Nikt", krzyki Polifema: "Nikt mnie oślepił" (co w grece jest równoważne do nikt mnie nie oślepił) zostały zignorowane przez innych cyklopów. Oślepiony Polifem odsunął następnie głaz u wejścia do pieczary i czekał tam na uchodzących Greków. Odyseusz przywiązał wówczas siebie i towarzyszy do podbrzuszy baranów. Polifem gładził wychodzące barany jedynie po grzbietach, i w ten sposób Grecy razem ze stadem wyszli na wolność. Powodowany dumą Odys, gdy znalazł się w bezpiecznej odległości, wyjawił cyklopowi swe prawdziwe imię, ten zaś przeklął go, co sprowadziło na Odyseusza gniew Posejdona, który następnie krzyżował plany jego powrotu do Itaki.
Grecki poeta Teokryt napisał około 275 p.n.e. dwa poematy, w których opisał miłość Polifema do nimfy morskiej Galatei. Kiedy Galatea pokochała śmiertelnika Akisa, Polifem zabił go rzucając olbrzymią skałę. Galatea następnie zamieniła jego krew w sycylijską rzekę Acis.

## Obecność w kulturze popularnej
- Cyklop Polifem pojawia się w serialu animowanym Ulisses 31. Różni się jednak od mitologicznego odpowiednika gdyż jest on ogromnym androidem z jednym czerwonym kryształem pośrodku głowy. Służą mu wierni i czczący go kultyści, uważający go za boga.
- Polifem pojawia się również w książce Ricka Riordana Percy Jackson i bogowie olimpijscy: Morze Potworów. Porywa tam satyra Grovera, a herosi Percy Jackson, syn Posejdona, Annabeth Chase, córka Ateny, Clarisse LaRue, córka Aresa, oraz cyklop Tyson starają się go uratować.

## Odniesienia literackie i artystyczne
- La Fábula de Polifemo y Galatea Luis de Góngora y Argote